# Germantown (Ohio)
Germantown è un villaggio degli Stati Uniti d'America della contea di Montgomery nello Stato dell'Ohio. La popolazione era di 5,547 persone al censimento del 2010. Fa parte dell'area metropolitana di Dayton.

## Geografia fisica
Germantown è situata a 39°37′38″N 84°21′57″W (39.627133, -84.365951).
Secondo lo United States Census Bureau, ha un'area totale di 4,26 miglia quadrate (11,03 km²).

## Storia
Germantown venne fondata nel 1804 da coloni che parlavano il tedesco e provenivano dalla contea di Berks in Pennsylvania. Philip Gunckel, l'unico membro del gruppo che parlava inglese, è riconosciuto come il fondatore di Germantown, che scelse il sito per un mulino e istituì un piano urbanistico originale nel 1814.

## Società

### Evoluzione demografica
Secondo il censimento del 2010, c'erano 5,547 persone.

### Etnie e minoranze straniere
Secondo il censimento del 2010, la composizione etnica del villaggio era formata dal 97,5% di bianchi, lo 0,8% di afroamericani, lo 0,2% di nativi americani, lo 0,5% di asiatici, lo 0,1% di altre razze, e lo 0,8% di due o più etnie. Ispanici o latinos di qualunque razza erano l'1,2% della popolazione.